# Jalkidona
Jalkidona o Chalkidona (griego: Χαλκηδόνα) es un municipio de la República Helénica perteneciente a la unidad periférica de Tesalónica de la periferia de Macedonia Central. Su capital es Koufalia.
El municipio se formó en 2011 mediante la fusión de los antiguos municipios de Agios Athanasios, Jalkidona y Koufalia, que pasaron a ser unidades municipales. El municipio tiene un área de 391,4 km², de los cuales 130 pertenecen a la propia unidad municipal de Jalkidona.
En 2011 el municipio tiene 33 673 habitantes, de los cuales 8341 pertenecen a la unidad municipal de Jalkidona.
Se ubica en la periferia noroccidental de Tesalónica, sobre la carretera 2 que lleva a Bitola y Korçë.